# Rigoitia
Rigoitia (em castelhano) ou Errigoiti (em basco) é um município da Espanha na província da Biscaia, comunidade autónoma do País Basco, com 16,42 km² de área. Em 2021 tinha 489 habitantes (densidade: 29,8 hab./km²).

## Demografia
| Variação demográfica do município entre 1991 e 2004 | Variação demográfica do município entre 1991 e 2004 | Variação demográfica do município entre 1991 e 2004 | Variação demográfica do município entre 1991 e 2004 |
| --------------------------------------------------- | --------------------------------------------------- | --------------------------------------------------- | --------------------------------------------------- |
| 1991                                                | 1996                                                | 2001                                                | 2004                                                |
| 440                                                 | 452                                                 | 485                                                 | 484                                                 |